# Ловро Хацин
Ловро Хацин (Трата при Велесовем, 23. август 1886 — Љубљана, 4. септембар 1946) је био словеначки правник и полицијски службеник, шеф љубљанске полиције за време Другог светског рата.
Хацин је студирао право у Бечу и тамо је докторирао 1916. Године 1936. је био именован за управника полиције Љубљане. За време окупације сарађивао је са окупатором. Септембра 1943. је поново постао шеф полиције у Љубљани. Хацин је био оштар противник комунизма и прогањао је припаднике и симпатизере Освободилне фронте. Да би се ефикасније борио против партизана, оснивао је огранке полиције у већим градовима Љубљанске покрајине, која је блиско сарађивала са Словеначким домобранством и Гестапоом.
На Рупниковом процесу 1946. године осуђен је на смрт вешањем због колаборације.